# Movimento pela Justiça e Desenvolvimento
Movimento pela Justiça e Desenvolvimento na Síria (MJD) (em árabe: حركة العدالة والبناء في سورية, inglês: Movement for Justice and Development in Syria) é um partido político fundado e com sede em Londres, Reino Unido. O grupo se descreve como "comprometidos com a mudança democrática na Síria, e a criação de um estado moderno, que respeita os direitos humanos e promove o desenvolvimento econômico e social." Seu presidente, Anas Al Abdah tem sido a voz em criticar as ações do governo sírio, pela Guerra Civil Síria.
O grupo, que defende abertamente a remoção do presidente sírio, Bashar al-Assad, é proibido na Síria.

## Líderes
Anas Al Abdah é atualmente Presidente do Movimento pela Justiça e do Desenvolvimento. Nascido em Damasco em 1967 e cresceu lá antes de partir para a Jordânia em 1980, para estudar uma licenciatura em Geologia na Universidade de Yarmouk. Ele se mudou para o Reino Unido em 1989 para prosseguir uma pós-graduação em Geofísica da Universidade de Newcastle. Desde 1991 ele tem trabalhado na gestão de TI, e tem mais de dez anos de experiência no campo.
Dr. Ibrahim Almeriy um membro do Conselho Executivo MJD. Nascido em Idlib em 1973 e cresceu na Síria antes de se mudar com sua família para a Jordânia. Ele se formou em Medicina pela Universidade de Mosul, e estabeleceu uma prática de sucesso em Amã. Ele era muito ativo entre as organizações estudantis da Síria para Jordânia e Iraque. Ele atualmente está aperfeiçoando a prática no Reino Unido.
Dr. Assem Aba Zaid é um membro da Comissão Executiva do MJD, nascido em 1968, e mudou-se para o Iraque para estudar para uma licenciatura em Economia pela Universidade de Mosul. Ele continuou seus estudos e os diplomas obtidos, Mestrado em Economia e doutorado em Mercados de Valores Mobiliários. Ele ensinou economia em vários países e possui amplo conhecimento e experiência com alunos e ativismo político. Ele tem vários artigos publicados.
Mamoun Naqqar é uma figura de destaque no Gabinete do MJD Jordânia. Ele nasceu em Hama em 1953, e serviu como piloto da Força Aérea da Síria durante sete anos. Ele criou negócios bem-sucedidos de irrigação por gotejamento na Jordânia. Ele manteve-se ativo na política, na Síria há mais de 25 anos e já acumulou inúmeros contatos no Oriente Médio.

## Controvérsias
A organização foi fundada por Anas al-Abdah (Anas al-Abdeh) e seu irmão Malik al-Abdeh, que foi jornalista da BBC.Anas al-Abdeh preside atualmente ela até hoje,sendo também signatário do Observatório Sírio pelos Direitos Humanos e secretário do Comitê de Apoio da Declaração de Damasco, no Reino Unido, seu irmão Malik configura a oposição síria com sede em Londres, através de um canal via satélite a Barada TV. Houve inconsistências sobre o Observatório Sírio pelos Direitos Humanos, sobre a liderança e uma emissão por eles de alguns relatórios não validados e controversos, enquanto que os cabos do Wikileaks revelaram que o Departamento de Estado Americano financia a Barada TV.A proximidade do Movimento pela Justiça e do Desenvolvimento na Síria, TV Barada e do Observatório Sírio pelos Direitos Humanos, em virtude do alto nível administrativo e de laços familiares, a nível dos irmãos al-Abdeh lança dúvidas sobre a neutralidade desses grupos de oposição sírios que operam fora da Europa Ocidental.
O grupo opositor sediado em Londres disse que o número de vítimas atingiu 8.458 pessoas na Revolta na Síria em 2011-2012, responsábilizando o governo de Bashar al-Assad.